# Качарський гірничо-збагачувальний комбінат
Качарський гірничо-збагачувальний комбінат — колишнє підприємство з видобутку і переробки залізних руд, що працювало у Костанайській області Казахстану. Адреса: 459086, Казахстан, Костанайська обл., Рудненська міськрада, Качар.

## Качарське залізорудне родовище
Качарське залізорудне родовище відноситься до Костанайського залізорудного району.
Походження руд — контактово-метасоматичне. Руди магнетитові.
Розвідані запаси 1,6 млрд т із вмістом Fe 47%.

## Історія комбінату
Родовище було відкрите в 1940-х рр.
У 1986 введений в дію Качарський гірничо-збагачувальний комбінат.
Комбінат мав кар’єр і збагачувальну фабрику.
Окрім залізної руди комбінат вробляв глину чечанську.
Наразі активи Качарського комібнату перейшли під контроль Соколовсько-Сарбайського гірничо-збагачувального виробничого об’єднання (ССГЗО) зі складу Eurasian Resources Group (ERG).